# Szén nanoszerkezetek
A szén nanoszerkezetek a szén azon allotrop módosulatai, melyeknek legalább egy kiterjedése nanométeres, vagy ahhoz közel eső méretskálájú. A szén nanorészecskéinek története 1985-ben kezdődött el a fullerének egyik fajtája, a buckminsterfullerén felfedezésével.

## Miért a szén?
Elemi állapotban a szénnek a fullerének felfedezése előtt háromféle módosulatát ismerték: a grafitot, gyémántot és az amorf alakot.
A szén a szerves vegyületeknek és így az életnek is nélkülözhetetlen eleme. A szénatomok nemcsak más atomokkal – hidrogén, oxigén, nitrogén, stb. – kapcsolódhatnak, hanem egymással is, és korlátlan számban alkothatnak láncokat, vagy gyűrűs szerkezetű molekulákat. Erre az elemek közül egyedül a szén atomjai képesek. E különleges molekulaképző tulajdonság oka a szénatom elektronhéj szerkezete.

## Fullerének
Elméleti úton többen kiszámították, hogy egy 60 szénatomos gömbszerű molekula stabil lehet. Létezésüket Eiji Osawa, a Toyohashi Műszaki Egyetem kutatója már 1970-ben megjósolta. A fulleréneket Richard Buckminster Fuller építész, költőről, a geodéziai kupola feltalálójáról nevezték el.
A fullerének  páros számú (…60, 72, 84 stb.) szénatomból álló „szénmolekulák”. A fulleréneket 1985-ben fedezte fel Harold Kroto (University of Sussex), Robert Curl és Richard Smalley (Rice University), melyért 1996-ban kémiai Nobel-díjat kaptak. A fulleréneket Richard Buckminster Fuller építészről, a geodéziai kupola feltalálójáról nevezték el.
A leggyakoribb, és legismertebb fullerénmolekula hatvan szénatomot tartalmaz (C60)

C60

A fullerénekben minden szénatom három másik szénatomhoz kapcsolódik. Különösen stabilisak azok a szerkezetek, melyekben minden ötszöget hatszögek vesznek körül. Például a C60 molekula olyan alakú, mint egy futball-labda. Belsejében sok más molekula is elférhet, és ez a lehetőség keltette fel a kutatók figyelmét.
A fullerének fontos jellemzője, hogy a molekula zárt szerkezetű, belsejében üreges kalitka helyezkedik el. Ez az üreges kalitka olyan nagy, hogy bármely elem atomját (atomjait) képes magába zárni.  Ezáltal endohedrális molekulák állíthatók elő belőle. Ezek alkalmazhatóak lennének a gyógyászatban (célzott gyógyszer bevitel), illetve MRI-kontrasztanyagokként.
A fullerének alkalmazhatóságához sok területen fűznek reményeket. Fiatal tudományágként a kísérleti lehetőségek száma beláthatatlan, így fokozatosan bővülnek azok a területek, ahol potenciális alkalmazásuk lehetősége felmerül. Számos találmányi bejelentés született az évek folyamán, ám tényleges, ipari méretű felhasználásról nem tudunk.

## Szén nanocsövek
A következő nagy lépés a szén nanocsövek felfedezése volt. A szén nanocsöveket Sumio Iijima japán fizikus fedezte fel 1991-ben, ezért 2008-ban Kavli-díjat kapott (a ’Nanotudományért’).
A szén nanocsövek a fullerének családjába tartozó csőszerű nanoszerkezetek, ahol a szénatomok egy hengerpaláston helyezkednek el, jellemző átmérőjük az 1 - 50 nm tartományban van, hosszúságuk
meghaladhatja a 10 μm-t, de újabban már a több millimétert is elértek.
A szén-nanocsövek elvileg több területen nyerhetnének alkalmazást, mint például a nanoelektronikában, vagy a kompozit anyagok készítésében.
Az elmúlt tizenöt évben mégsem valósult meg tömeges elektronikai alkalmazásuk.
Ennek legfőbb akadálya, hogy mindmáig nem sikerült megoldani az előre meghatározott típusú szén-nanocsövek növesztését.

Egyfalú nanocső

## Grafén
A következő nanotechnológiai ’alapanyag’, amelyhez reményeket fűznek, a grafén.
 

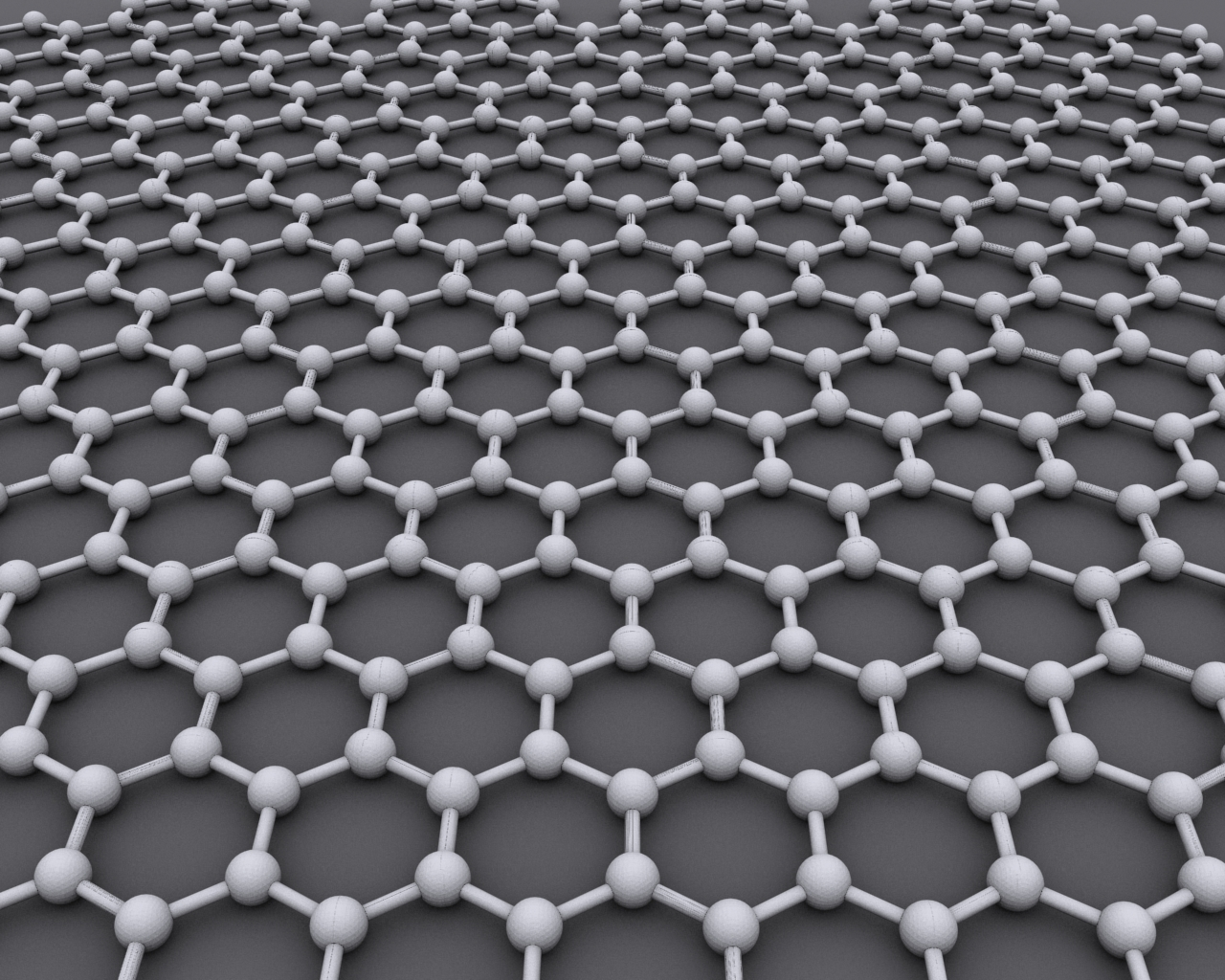
Grafén, méh-sejt szerkezetű szénatom rács

A grafént 2004-ben fedezte fel Andre Geim és Konsztantyin Szergejevics Novoszjolov  a Manchesteri Egyetemen. 
A grafén a grafithoz, fullerénhez, nanocsőhöz hasonlóan a szén egyik változata, egyetlen atom vastagságú réteg, tulajdonképpen egy kitekert szén-nanocső.
Nagyon jó elektromos vezető, ezért sokféle elektronikai alkalmazásának a lehetősége merült fel.
A hatszögű kristályrácsba rendezett szénatomok alkotta grafén a legvékonyabb elektromosságot vezető anyag. A szénatomok közti kötésekben részt nem vevő elektronokon az összes atom osztozik, ezeknek köszönhető a kiváló
elektromos vezetőképesség.
A grafén tulajdonságaiban sokban hasonlít a szén nanocsövekre, ám van egy nagy előnye: használatával megszabadulnánk a kiválogatás problémától. Egy nanoelektronikai eszköz megépítésénél nem kellene egyesével bíbelődni a nanocsövecskékkel, hanem a grafénlapból - akárcsak egy vég selyemből - megfelelő eszközzel könnyen kiszabható lenne a felhasználni kívánt mintázat.  Ha pedig ismerjük a grafénlap orientáltságát (kristálytani irányítottságát), akkor tulajdonságai is pontosan meghatározottakká válnak.
Ismerjük már a fulleréneket, a nanocsöveket, a grafént. Mindhárman olyan tulajdonságokkal rendelkeznek, amelyek nagy reményekkel kecsegtetik a kutatókat új, hatékony technikák kifejlesztéhez.
A különféle laboratóriumokban intenzív munka folyik a nanoszerkezetek hasznosítására. 
Néhány példa a laboratóriumi erőfeszítésekre:
Napelemeknél nano-csövek felhasználásával kísérleteznek az MIT-nél. (Massachusetts Institute of Technology, USA)
Az IBM-nél is intenzíven keresik a nanocsövek alkalmazhatóságát mikroprocesszorokban, stb.
A NEC-nél (Nippon Electric Company, Japan) mikroelektronikai kutatások folynak évek óta a szén nanoszerkezetek alkalmazására.
Kereskedelmi forgalmú vagy az ipari méretű felhasználásra még nem érettek a laboratóriumi eredmények.